# راکسبری (ورمانت)
راکسبری، ورمانت (به انگلیسی: Roxbury, Vermont) یک شهرک در ایالات متحده آمریکا است که در شهرستان واشینگتن، ورمانت واقع شده‌است.

## خصوصیات
راکسبری ۱۰۸٫۳ کیلومترمربع مساحت و ۶۹۱ نفر جمعیت دارد و ۴۹۵ متر بالاتر از سطح دریا واقع شده‌است.